# Championnat de Tunisie de football 1994-1995
Navigation
Saison précédente Saison suivante
La saison 1994-1995 du championnat de Tunisie de football est la 40e édition de la première division tunisienne à poule unique, la Ligue Professionnelle 1. Les quatorze meilleurs clubs tunisiens jouent les uns contre les autres à deux reprises durant la saison, à domicile et à l'extérieur. En fin de saison, les deux derniers du classement sont relégués et remplacés par les deux meilleurs clubs de Ligue Professionnelle 2.
Cette saison, c'est le Club sportif sfaxien qui remporte le championnat en terminant en tête du classement, avec un seul point d'avance sur le duo Espérance sportive de Tunis (tenant du titre) et Étoile sportive du Sahel. C'est le 6e titre du club sfaxien qui réussit le doublé en battant l'Olympique de Béja en finale de la coupe de Tunisie.

## Clubs participants
- Club athlétique bizertin
- Océano Club de Kerkennah
- Club africain
- Espérance sportive de Tunis
- Étoile sportive du Sahel
- Club sportif de Hammam Lif
- Avenir sportif de La Marsa
- Sfax railway sport - Promu de LP2
- Stade tunisien
- Club sportif sfaxien
- Espérance sportive de Zarzis - Promu de LP2
- Jeunesse sportive kairouanaise
- Olympique de Béja
- Olympique du Kef

## Compétition

### Classement
Le barème de points servant à établir le classement se décompose ainsi :
- Victoire : 2 points
- Match nul : 1 point
- Défaite : 0 point

| Rang | Équipe                           | Pts | J  | G  | N | P  | Bp | Bc | Diff |
| ---- | -------------------------------- | --- | -- | -- | - | -- | -- | -- | ---- |
| 1    | Club sportif sfaxien (C)         | 38  | 26 | 17 | 4 | 5  | 40 | 16 | +24  |
| 2    | Espérance sportive de Tunis (T)  | 37  | 26 | 16 | 5 | 5  | 52 | 23 | +29  |
| 3    | Étoile sportive du Sahel (C3)    | 37  | 26 | 16 | 5 | 5  | 49 | 25 | +24  |
| 4    | Club africain                    | 33  | 26 | 13 | 7 | 6  | 34 | 23 | +11  |
| 5    | Olympique de Béja                | 26  | 26 | 10 | 6 | 10 | 31 | 28 | +3   |
| 6    | Olympique du Kef                 | 25  | 26 | 9  | 7 | 10 | 29 | 32 | -3   |
| 7    | Espérance sportive de Zarzis (P) | 23  | 26 | 7  | 9 | 10 | 19 | 31 | -12  |
| 8    | Avenir sportif de La Marsa       | 23  | 26 | 8  | 7 | 11 | 31 | 44 | -13  |
| 9    | Stade tunisien                   | 22  | 26 | 7  | 8 | 11 | 30 | 36 | -6   |
| 10   | Club athlétique bizertin         | 22  | 26 | 8  | 6 | 12 | 22 | 33 | -11  |
| 11   | Jeunesse sportive kairouanaise   | 22  | 26 | 8  | 6 | 12 | 22 | 30 | -8   |
| 12   | Club sportif de Hammam Lif       | 20  | 26 | 8  | 4 | 14 | 40 | 47 | -7   |
| 13   | Océano Club de Kerkennah         | 18  | 26 | 5  | 8 | 13 | 21 | 44 | -23  |
| 14   | Sfax railway sport (P)           | 18  | 26 | 7  | 4 | 15 | 21 | 39 | -18  |

|  | Qualification pour la coupe des clubs champions 1996                                                                                   |
|  | Qualification pour la coupe des coupes 1996                                                                                            |
|  | Qualification pour la coupe de la CAF 1996                                                                                             |
|  | Relégation directe en deuxième division                                                                                                |
|  | (T) Tenant du titre (C) Vainqueur de la coupe de Tunisie (P) Club promu de deuxième division (C3) Vainqueur de la coupe de la CAF 1995 |

## Bilan de la saison
| Championnat de Tunisie de football 1994-1995 |                                   |
| Champion                                     | Club sportif sfaxien (6e titre)   |
| Coupes et trophées                           |                                   |
| Vainqueur de la Coupe de Tunisie 1994-1995   | Club sportif sfaxien              |
| Qualifications continentales                 |                                   |
| Coupe des clubs champions 1996               | Club sportif sfaxien              |
| Coupe des coupes 1996                        | Olympique de Béja                 |
| Coupe de la CAF 1996                         | Étoile sportive du Sahel (tenant) |
| Promotions et relégations                    |                                   |
| Promus en Ligue Professionnelle 1            | Club olympique des transports     |
| Promus en Ligue Professionnelle 1            | Avenir sportif de Gabès           |
| Relégués en Ligue Professionnelle 2          | Océano Club de Kerkennah          |
| Relégués en Ligue Professionnelle 2          | Sfax railway sport                |